# Silent Storm (jeu vidéo)
Pour les articles homonymes, voir Silent Storm.
Silent Storm (russe : Операция Silent Storm) est un jeu de rôle tactique sur PC, développé par le promoteur russe Nival Interactive et publié par Jowood en 2003.
Le jeu est ancré dans le contexte de la Seconde Guerre mondiale. Le joueur commande une équipe jusqu'à six soldats élitaires des forces de l'Axe ou du côté des Alliés, en entreprenant diverses missions. Un moteur de jeu avancé a été développé pour le jeu et réutilisé dans plusieurs titres plus récents. Le jeu a été suivi par Silent Storm: Sentinels en 2004. Une réédition contenant le jeu original et l'extension a été distribuée en Europe plus tard dans la même année.

## Système de jeu
Silent Storm propose, avec fidélité et précision, les armes et l'équipement existant lors de la Seconde guerre mondiale. 
Mêlé à des éléments historiques réalistes, le scénario évoque, après quelques heures de jeu, un complot qui présente des projets d'armes secrets tirés de la science fiction, incluant des armes à énergie laser et des Panzerkleins (en allemand « petits blindés »). Ce sont des armures métalliques extrêmement résistantes.

### Création du joueur
Dès que le joueur commence une campagne, il peut choisir un personnage parmi les six déjà existants ou en créer un pour mener l'équipe de six personnage.

### Métiers
Il existe six métiers différents disponibles : médecin, tireur d'élite, boy-scout, grenadier, soldat ou ingénieur. Chaque métier a ses avantages lors des missions. La composition de l'équipe est importante et détermine la façon d'aborder la mission.

### Quartier général
Dès que la première mission est remplie, le joueur peut accéder à la base complète avec une station médicale, un arsenal, un personnel et un hangar à Panzerklein. 
À partir de cet endroit, le joueur peut composer une équipe de six personnages parmi vingt. Chaque personnage a un métier prédéfini tel que médecin, tireur d'élite, boy-scout, grenadier, soldat ou ingénieur.

### Armement et items
Le joueur pourra acheter du matériel dans l'armurerie ou ramasser ce qu'il trouve au cours de ses missions.

## Moteur du jeu
Le jeu présente un modèle de physique avancé. Presque toutes les structures sont complètement destructibles. 
Cela augmente l'aspect et la profondeur tactique lors des missions. Par exemple, si un personnage entend un mouvement ennemi dans une pièce adjacente, il peut tirer simplement au travers du mur pour attaquer. Cependant, la puissance de feu des armes a été exagérée pour que les destructions de bâtiments soient plus rapides. Un personnage armé d'une machine gun peut littéralement détruire un bâtiment.
Silent Storm emploie la physique ragdoll pour les corps selon la vitesse précise d'un impact. La cartographie complètement tridimensionnelle tient compte des calculs d'obstruction et des effets de couverture de tous les angles, le ricochet de balles et leur pouvoir d'arrêt dépendent de l'arme. Les effets sont exagérés pour un rendu plus cinématographique (une rafale de balles non-fatales font seulement la secousse prévue, mais une balle fatale simple peut envoyer voler la cible).